# Chiesa di Sant'Anna (Oliena)
La chiesa di Sant'Anna è un edificio religioso situato ad Oliena, centro abitato della Sardegna centrale. Consacrata al culto cattolico, fa parte della parrocchia di San Ignazio di Loyola, diocesi di Nuoro.

## Storia e descrizione
La costruzione di questa chiesa, che un tempo si trovava fuori dall'abitato, risale al XVII secolo. La facciata è molto semplice, sormontata da un campanile a vela che nel corso degli anni ha subito numerosi rifacimenti, così come la struttura, che è composta da una navata unica divisa in due campate da archi a sesto acuto. L'altare in muratura presenta una nicchia dove è collocata la statua della santa con in braccio Maria Bambina, racchiusa da quattro colonne tortili.

## Devozione popolare
Sant'Anna era considerata protettrice delle partorienti; a lei infatti le giovani olianesi che avevano difficoltà a concepire, offrivano le lunghe trecce deponendole sull'altare, sperando di ottenere in cambio il dono della fertilità. Veniva invocata anche per far lievitare il pane.Secondo la studiosa di tradizioni sarde Dolores Turchi, la venerazione nei confronti di Sant'Anna è il residuo di antichi culti legati alla Dea Madre e a Demetra, in quanto invocata per propiziare la fertilità e l'abbondanza delle messi.